# Benjamin Romeyns
Benjamin Romeyns (Charleroi, 27 mei 2001) is een Belgisch voetballer die sinds 2022 onder contract ligt bij FC Wiltz 71.

## Carrière
Romeyns genoot zijn jeugdopleiding bij Sporting Charleroi, waar hij van bij de U8 tot bij de beloften speelde. In maart 2021 stapte hij over naar RAAL La Louvière. In zijn eerste seizoen scoorde hij er zeven competitiegoals in Eerste nationale, en ook in de Beker van België was hij drie keer trefzeker. 
Na één seizoen nam Romeyns al afscheid van La Louvière: de 21-jarige aanvaller verhuisde in 2022 naar de Luxemburgse eersteklasser FC Wiltz 71. Daar was hij in zijn debuutseizoen meteen goed voor elf competitiedoelpunten, waarmee hij clubtopschutter van het seizoen 2022/23 werd.